# 石田輝也
石田 輝也（いしだ てるや、1968年5月25日 - ）は愛知県大府市出身の日本の柔道家。現役時代は86kg級の選手。身長178cm。現在は大成高校の柔道部監督を務めている。

## 来歴
柔道は小学校1年の時に体が大きかったことから父親にすすめられて、オリンピック金メダリストとなる吉田秀彦や谷本歩実を生み出したことでも知られる大石道場で始めた。師範の大石康によれば、週2日の練習以外にも大石の下を訪ねて練習するような、誰よりも積極的な姿勢を見せる選手だったという。

### 中学
2年の時に全国中学校柔道大会で敗れたことを契機に、もっと強くなりたいという思いから講道学舎に入塾することになった。

弦巻中学3年の時には全国中学校柔道大会の個人戦78kg級で優勝すると、団体戦では2位になった。

### 高校
世田谷学園高校1年の時には1年先輩の古賀稔彦らとともに金鷲旗と全国高校選手権で優勝を飾った。
2年の金鷲旗では2連覇を果たした。インターハイ団体戦では2位にとどまったが、個人戦の軽重量級では優勝を飾った。また、国体少年男子の部と新人体重別86kg級でも優勝した。さらに全国高校選手権でも1年後輩の吉田らとともに活躍して2連覇を成し遂げた。
3年の時には国際高校柔道選手権大会で優勝した。続いて金鷲旗で3連覇すると、インターハイ団体戦でも優勝して、高校柔道界では史上初となる団体三冠(全国高校選手権、金鷲旗、インターハイ)を達成することになった。一方、インターハイ個人戦の軽重量級では3位に終わり2連覇はならなかった。

### 大学
明治大学に進学すると、1年の時には新人体重別で2年ぶり2度目の優勝を遂げた。2年の時には講道館杯で世界3位の村田正夫を破るなどして2位になると、選抜体重別でも3位になった。アジア選手権では優勝を飾った。優勝大会と正力杯では3位だったが、新人体重別では3度目の優勝を果たした。
3年の時には優勝大会で2位となった。4年の時には優勝大会で3位だったものの、正力杯では優勝を飾った。

### 社会人
1991年には新日鉄所属となったものの、しばらくは大きな実績を上げれずにいたが、1994年から実業個人を2連覇すると、1995年には講道館杯でも3位となった。
さらに1997年には全日本選手権に出場すると、重量級の強豪である真喜志慶治や関根英之を破るなど予想外の活躍で準決勝まで進むも、天理大学の村元辰寛に内股で敗れたが3位入賞を果たした。アジア選手権では95kg級に出場して3位となった。

### 指導者
引退後は大成高校の柔道部監督となり、2012年のロンドンオリンピック81kg級で5位となった中井貴裕などを育てた。なお、大石道場時代から新日鉄に至るまで石田と同じ経歴を歩むことになった吉田は、石田のことを古賀とともに柔道人生に大きな影響を与えた存在だと語っている。2024年からは大成高校女子柔道部監督となった。

## 戦績
- 1983年 -　全国中学校柔道大会　個人戦78kg級(公開競技)　優勝　団体戦　2位
- 1984年 -　金鷲旗　優勝
- 1985年 -　全国高校選手権　優勝
- 1985年 -　金鷲旗　優勝
- 1985年 -　インターハイ　個人戦軽重量級　優勝　団体戦　2位
- 1985年 -　国体 少年男子の部　優勝
- 1985年 -　新人体重別 優勝
- 1986年 -　全国高校選手権　優勝
- 1986年 -　国際高校柔道選手権大会 優勝
- 1986年 -　金鷲旗　優勝
- 1986年 -　インターハイ　個人戦軽重量級　3位　団体戦　優勝
- 1987年 -　新人体重別 優勝
- 1988年 -　講道館杯　2位
- 1988年 -　選抜体重別　3位
- 1988年 -　優勝大会　3位
- 1988年 -　アジア選手権　優勝
- 1988年 -　正力杯　3位
- 1988年 -　新人体重別 優勝
- 1989年 -　優勝大会　2位
- 1990年 -　優勝大会　3位
- 1990年 -　正力杯　優勝
- 1991年 -　実業個人　3位
- 1992年 -　実業個人　2位
- 1994年 -　実業個人　優勝
- 1995年 -　実業個人　優勝
- 1995年 -　講道館杯　3位
- 1997年 -　全日本選手権　3位
- 1997年 -　アジア選手権　3位(95kg級)

(出典、JudoInside.com)。

## DVD
- 大型選手に組み負けない柔道 ティアンドエイチ株式会社　2005年
- [柔道 基礎から心技体を鍛える稽古 (身になる練習法)] ベースボールマガジン社 2017年 ISBN 4583110529